# 9380 Mâcon
9380 Mâcon è un asteroide della fascia principale. Scoperto nel 1993, presenta un'orbita caratterizzata da un semiasse maggiore pari a 2,8689154 UA e da un'eccentricità di 0,0278762, inclinata di 2,10459° rispetto all'eclittica.